# Селюк-Рознатовская, Серафима Флоровна
Серафима Флоровна Селюк-Рознатовская (1870 — ???) — оперная певица (меццо-сопрано).

## Биография
Являлась солисткой Русской частной оперы в период с 1897 по 1905 годы. В этом театре исполнила партию Марфы во время премьеры оперы «Хованщина». С 1905 года являлась солисткой Большого театра.